# Go-Saga
Pour les articles homonymes, voir Saga (homonymie).
L'empereur Go-Saga (後嵯峨天皇, Go-Saga Tennō, 1er avril 1220 – 17 mars 1272) était le 88e empereur du Japon, selon l'ordre traditionnel de la succession, et a régné du 21 février 1242 au 16 février 1246.
Son nom personnel était Kunihito (邦仁). Son nom posthume lui a été donné en mémoire de celui de l'empereur Saga (on peut traduire le préfixe Go-, 後, par « postérieur », ce qui donne donc « Empereur Saga postérieur ».)

## Généalogie
Il était le deuxième fils de l'empereur Tsuchimikado et le cousin de l'empereur Shijō, son prédécesseur. Sa mère était Minamoto no Tsushi, une fille de Minamoto no Michimune. Il eut plusieurs enfants, dont les futurs empereurs Go-Fukakusa et Kameyama, ainsi que le prince Munetaka, sixième shogun de Kamakura.
Impératrice et consorts :
- Fujiwara no Kisshi, °1225 †1292 ; fille de Fujiwara (Saionji) no Saneuji et de Fujiwara (Shijo) no Teishi ; impératrice en 1242 ; titrée Omiya In en 1248 ; dont il eut 5 enfants :
  - Quatrième fils : prince Hisahito, °1243 (empereur Go-Fukakusa)
  - Première fille : Princesse Soshi, °1247 †1269 ; titrée Gekkamon In en 1263
  - Huitième fils : Prince Tsunehito, °1249 (empereur Kameyama)
  - Onzième fils : Prince
  - Treizième fils : Prince
- Taira no Toshi, fille de Taira no Munemoto ; dame de la Cour ; titrée impératrice honoraire ; mère de
  - Troisième fils : Prince Munetaka, °1242 †1274 ; Shogun en 1252 ; marié A (1260) à une fille adoptive de Hōjō Tokiyori ; marié B à une fille de Fujiwara (Konoe) no Kanetsune, dont il eut :
    - Prince Koreyasu °1264 †1326 ; Shogun 1266-1289
    - Princesse Rinshi °1265 ; dame de la Cour de Go Uda
    - Princesse Zuishi °1272 †1329, adoptée par l'empereur Kameyama ; dame de la Cour de Go Uda ; titrée Eikamon In en 1302 ; nonne en 1324
- Princesse Taishi, °1231 †1301 ; fille de l'empereur Go Horikawa et d'une fille de Fujiwara no Kaneyoshi ; titrée Shinsemmon In en 1256 ; dont il eut :
  - Princesse †1281
- Une fille de Fujiwara (Nijō) no Tsubone ; dame de la Cour ; dont
  - Seconde fille : Princesse Gaishi °1249 †1284 ; princesse vestale d'Ise (1262-1272)
  - Neuvième fils : Prince °1250 ; prêtre bouddhiste
  - Sixième fille : Princesse
- Une fille de Fujiwara Takatoki ; titrée Koto no Naishi et Gyobukyo ; mère de :
  - Septième fils : Prince Kakujō °1247 †1336; prêtre bouddhiste ; abbé du Shōgo-in
  - Princesse Ekishi °1262 †1294 ; maîtresse de son oncle l'empereur Kameyama ; titrée Gojō In en 1289
  - Prince † jeune
- Une fille de Fujiwara (Saionji) no Kintsune, titrée Dainagon no Sammi ; mère de :
  - Prince † jeune
  - Princesse † jeune
- Concubines : 
  - Premier fils : Prince Enjō °1236 †1282 ; abbé du Tennoji (ou Onjōji ?)
  - Sixième fils : Prince Shōjō °1247 †1282 ; abbé du Ninnaji
  - Prince Saijō °1253 †1293 ; abbé du Kajii In

## Biographie

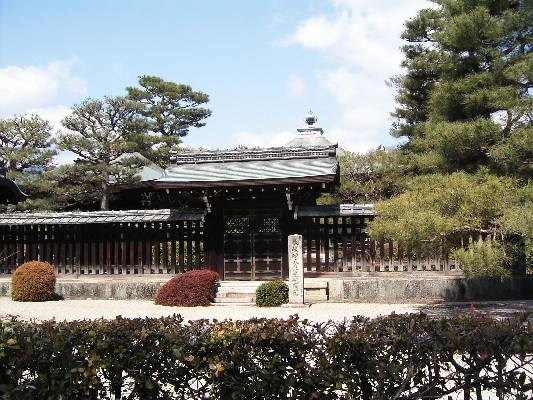
Mausolée de l'empereur Go-Misasagi chez Tenryū-ji à Kyōto.

À la suite du départ en exil de son père dans la province de Tosa après la révolte de Jōkyū, en 1221, le futur Go-Saga est élevé par le côté maternel de sa famille.
En 1242, après la mort soudaine et accidentelle de l'empereur Shijō à l'âge de 10 ans, la question de la succession se pose, et les volontés de la noblesse de cour et du bakufu étant contraires, elle est âprement disputée. Kujō Michiie et la noblesse de cour soutiennent le prince Tadanari (忠成王), un fils de l'empereur retiré Juntoku, mais le shikken Hōjō Yasutoki s'oppose à l'accession des descendants de Juntoku en raison de l'implication de celui-ci dans la révolte de Jōkyū. À la place, il soutient le prince Kunihito, fils de Tsuchimikado, en tant que personnage neutre, pour l'accession au titre d'empereur. À cause de ces négociations, le trône reste vacant pendant 11 jours, après quoi Kunihito, qui est alors moine bouddhiste, abandonne la robe et monte sur le trône.
En 1246, Go-Saga abdique en faveur de son fils Go-Fukakusa et commence son règne en tant qu'empereur retiré. En 1259, il contraint Go-Fukakusa à abdiquer en faveur de son petit frère Kameyama, ce qui conduit par la suite à un règne par alternance entre les deux lignées du Jimyōin-tō (les descendants de Go-Fukakusa) et du Daikakuji-tō (les descendants de Kameyama).
En 1252, un autre de ses fils, le prince Munetaka, devient shogun, à la suite de quoi les shoguns de Kamakura suivants seront choisis parmi les membres de la maison impériale. Cependant, le vrai pouvoir reste aux mains des régents Hōjō.

## Ères de son règne
- Ère Ninji
- Ère Kangen